# Ngroto (Pancur)
Ngroto is een bestuurslaag in het regentschap Rembang van de provincie Midden-Java, Indonesië. Ngroto telt 815 inwoners (volkstelling 2010).